# 岩村醸造
岩村醸造株式会社（いわむらじょうぞう）は、岐阜県恵那市岩村町342番地に本社を置く日本酒メーカーである。1787年（天明7年）創業と伝えられ、1921年（大正10年）に法人化した。戦前は日本酒のほか味噌・醤油・みりん・焼酎など醸造業を手広く展開したが、戦後はほぼ日本酒専業となっている。
2009年（平成21年）・2010年（平成22年）の全国新酒鑑評会では2年連続で金賞を受賞した。
2021年（令和3年）にはフランスで開催された日本酒コンクール「Kura Master」の純米大吟醸部門でプラチナ賞を受賞した。

## 主な銘柄
- 女城主
  - 戦国時代末期の一時期、織田信長の叔母「おつやのかた」が女城主として岩村城城下を治めていたのが酒名の由来。岩村城築城800年を記念して誕生した銘柄[3]。
- 幻の城
- ゑなのほまれ
  - 創業時以来の銘柄。
- ゆずジュース（ノンアルコール）
- あま酒（ノンアルコール）